# 羊城三石
羊城三石，古时广州珠江中的三块巨型礁石，自西向东分别是浮丘石、海珠石、海印石，被视为广州“地之胏也”（屈大均《广东新语》），即喻之为大地之骨。后来因河道淤塞、城市发展，现在已经与珠江北岸陆地相连，并沉埋地底。